# Dumitru Stăniloae

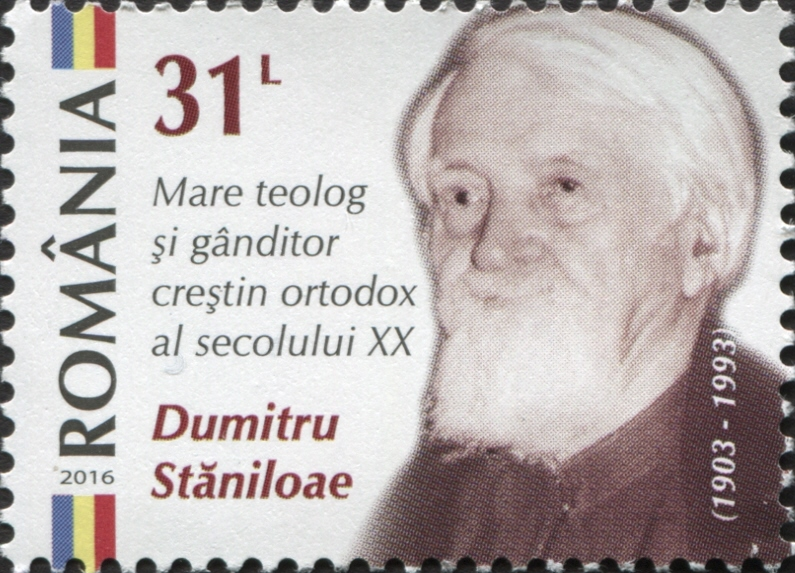
Stăniloae en un sello rumano de 2016

Dumitru Stăniloae (16 de noviembre de 1903 - 5 de octubre de 1993) fue un sacerdote rumano cristiano ortodoxo, teólogo y profesor universitario. Trabajó durante más de 45 años en una traducción comprehensiva al rumano de la obra griega  Philokalia, una colección de escritos sobre la oración de los Padres de Iglesia, junto con el hieromonje Arsenie Boca, quién trajo manuscritos del Monte Athos. Su libro, La Teología ortodoxa Dogmática (1978), lo convirtió en uno de los teólogos cristianos más conocidos de la segunda mitad del siglo XX. También publicó comentarios a teólogos primitivos cristianos como San Gregorio de Nisa, San Máximo el Confesor, y San Atanasio de Alejandría.

## Biografía
Dumitru Stăniloae nació el 16 de noviembre de 1903 en Vlădeni, en lo que hoy es el condado de Brașov, Rumania. Fue el último de los cinco hijos de Rebeca (madre) e Irimie (padre). Su madre era sobrina de un sacerdote.  
El 10 de febrero de 1917 fue a Brașov para estudiar en la Escuela Secundaria Andrei Șaguna . Recibió una beca de la Fundación Gojdu en 1918 y una beca de la Universidad de Cernăuţi en 1922. 
Decepcionado por la calidad de los manuales y los métodos de enseñanza, al cabo de un año dejó la Universidad para ir a la Universidad de Bucarest. El obispo metropolitano Nicolae Bălan le ofreció una beca en el Centro Metropolitano de Sibiu en 1924 durante la Cuaresma. Stăniloae se graduó de la Universidad de Cernăuți en 1927 y recibió una beca para estudiar teología en Atenas . En el otoño de 1928 obtuvo su doctorado en Cernăuţi (Tesis: Vida y obra de Dositheos II de Jerusalén (1641-1707) y sus conexiones con los principados rumanos ). El Centro Metropolitano de Sibiu le ofreció una beca en Estudios sobre teología bizantina y dogmática . Fue a Múnich para asistir a los cursos del Prof. August Heisenberg (padre del físico Werner Heisenberg ), y luego fue a Berlín, París y Estambul para estudiar la obra de Gregorio Palamas . 
Se casó el 4 de octubre de 1930, y su esposa dio a luz a gemelos en 1931, llamados Dumitru y María. 
Fue ordenado diácono el 8 de octubre de 1931 y sacerdote el 25 de septiembre de 1932. 
Él y su esposa tuvieron otra hija, Lidia, el 8 de octubre del año siguiente; y ese año se convirtió en el director del periódico Telegraful Român ( El Telegrafo rumano), conociendo y entrando en contacto con el ideólogo ultraderechista Nichifor Crainic . 
En junio de 1936 se convirtió en rector de la Academia de Teología en Sibiu. En 1940, por iniciativa del poeta Sandu Tudor, se fundó el grupo Rugul aprins ( Burning Bush ). Estaba compuesto por el monje sacerdote Ivan Kulighin (confesor del obispo metropolitano ruso de Rostov, refugiado en el Monasterio de Cernica), el monje sacerdote Benedict Ghius, el monje sacerdote Sofian Boghiu, el Prof. Alex Mironescu, el poeta Vasile Voiculescu, el arquitecto Constantin Joja, el padre Andrei Scrima y Ion Marin Sadoveanu . El grupo se reunía regularmente en los monasterios de Cernica y Antim, manteniendo la vida cristiana en Bucarest . 
En 1946, el obispo metropolitano Nicolae Bălan le pidió, bajo la presión de Petru Groza, primer Presidente comunista de Rumania, que dimitiera como rector de la Academia de Teología en Sibiu. Continuó siendo profesor hasta 1947, cuando fue transferido a la Facultad de Teología de la Universidad de Bucarest, como director del departamento de Ascética y Mística. 
Debido a los disturbios políticos en Rumania de 1958, tras una escisión en el Partido Comunista de Rumania, el padre Dumitru fue arrestado el 5 de septiembre por la Securitate. Mientras estuvo en la prisión de Aiud, su única hija superviviente, Lidia, dio a luz a su nieto, Dumitru Horia. A Lidia se le pidió que abandonara la Facultad de Física de la Universidad de Bucarest debido a la detención de su padre. 
Fue liberado de la prisión en 1963, y comenzó a trabajar en el Santo Sínodo de la Iglesia ortodoxa rumana. En octubre volvió a la enseñanza. Asistió a conferencias en Friburgo y Heidelberg por invitación del Prof. Paul Miron, con el permiso del Departamento de Estado de cultos, que quería cambiar la imagen de Rumania. Mientras daba clases en la Universidad de Oxford, se hizo amigo del teólogo Donald Allchin. 
Se retiró en 1973. 
Recibió doctorados honoríficos de la Universidad de Tesalónica en 1976, el Instituto Ortodoxo San Sergio de París en 1981, la Facultad de Teología Ortodoxa de Belgrado en 1982 y la Universidad de Bucarest en 1992. Fue galardonado con el premio Dr. Leopold Lucas de la Facultad de Teología de Tübingen en 1980 y con la Cruz de San Agustín de Canterbury en 1982.
Murió en Bucarest el 5 de octubre de 1993, a la edad de 90 años. 

## Canonización
El padre Dumitru Stăniloae fue propuesto para ser canonizado en 2025, cuando la Iglesia Ortodoxa Rumana celebrara 140 años de autocefalia y 100 años desde que obtuvo el estatus de patriarcado.Finalmente, El 11 y 12 de julio de 2024, la Iglesia Ortodoxa Rumana aprobó oficialmente la canonización de Stăniloae junto con otros 15 santos ortodoxos rumanos. Su festividad es el 4 de octubre.

## Obras
Traducción del título, lugar y fecha original de publicación. No se indica qué obras han sido publicadas en español o no.
- Catolicismo después de la guerra, Sibiu, 1932.
- Vida y enseñanzas de Gregorio Palamas, Sibiu, 1938.
- Ortodoxia y rumania, Sibiu, 1939.
- La posición del Sr. Lucian Blaga sobre el cristianismo y el ortodoxismo, Sibiu, 1942
- Jesucristo o la restauración del hombre, Sibiu, 1943.
- Philokalia (traducción); vol. 1: Sibiu, 1946; vol. 2: Sibiu, 1947; vol. 3: Sibiu, 1948; vol. 4: Sibiu, 1948; vol. 5: Bucarest, 1976; vol. 6: Bucarest, 1977; vol. 7: Bucarest, 1978; vol. 8: Bucarest, 1979; vol. 9: Bucarest, 1980.
- Uniatismo en Transilvania, un intento de desmembrar al pueblo rumano, Bucarest, 1973
- Tratado de teología dogmática ortodoxa, Bucarest, 1978
- Dios es Amor, Ginebra, 1980
- Teología y la Iglesia, Ciudad de Nueva York, 1980.
- Orar, libertad, santidad, Atenas, 1980
- La oración de Jesús y la experiencia del Espíritu Santo, París, 1981
- Espiritualidad ortodoxa, Bucarest, 1981
- Teología ortodoxa moral, vol. 2, Bucarest, 1981
- San Gregorio de Nissa - Escritos (traducción), Bucarest, 1982
- Dogmática Ortodoxa, 1985
- El genio de la Ortodoxia, París, 1985
- Espiritualidad una comunión en la liturgia ortodoxa, Craiova, 1986.
- El rostro eterno de Dios, Craiova, 1987.
- San Atanasio el Grande - Escritos (traducción), Bucarest, 1987
- Estudios de teología dogmática ortodoxa (cristología de San Maximus el confesor, el hombre y Dios, San Simeón el nuevo teólogo, himnos del amor de Dios), Craiova, 1991
- San Cirilo de Alejandría - Escritos (traducción), Bucarest, 1991

- Datos: Q175321
- Multimedia: Dumitru Stăniloae / Q175321